# Syzygium megacarpum
Syzygium megacarpum är en myrtenväxtart som först beskrevs av William Grant Craib, och fick sitt nu gällande namn av N.C. Rathakrishnan och N.Chandrasekharan Nair. Syzygium megacarpum ingår i släktet Syzygium och familjen myrtenväxter. Inga underarter finns listade i Catalogue of Life.